# توماش گودر
توماش گودر (چکی: Tomáš Goder؛ زادهٔ ۴ سپتامبر ۱۹۷۴) اسکی‌باز پرش اهل چکسلواکی بود.